# Szóköz
Az írásban a spácium ( ) egy kihagyás két írott szakasz között. A szavak vagy szó és írásjel különválasztására használt spácium a szóköz. Magyarul a köznyelvben mindkét fogalomra a szóköz kifejezést használjuk. A szóköz billentyűt (és így a spáciumot) gyakran az angol space kifejezéssel illetjük. A szavak illetve mondatok közti szóközök méretére vonatkozó hagyományok nyelvenként eltérőek lehetnek, egyes esetekben meglehetősen bonyolult rendszert alkotva. Sok különböző szóközjel érhető el a számítógépes karakterkészletekben különböző méretek és jelentések kifejezésére.

## Szóközök a természetes nyelvekben

### Szavak közti szóköz
A magyar nyelv szabványos szóközt használ a szavak különválasztására. Körülbelül a VII–IX. évszázadig nem használtak szóközt a latin írásban. Az óhéber és az arab viszont használt szóközt, részben a magánhangzójelölés hiányának az érthetőségben való kompenzálására.
Hagyományosan a CJK nyelvekben nem használnak szóközt – a modern kínai és japán  a mai napig nem, de a modern koreai használ.
Lásd még: folyamatos írás

### Mondatokat elválasztó szóköz
A magyar tipográfia egységesen a szót követő mondatvégi írásjel után tesz egy darab szabványos szóközt.
Az angol és sok más nyelvben azonban ettől eltérő hagyományokat követnek. A mondatvégi írásjeleket követő szóközhasználatban két irányzat van. Az egyik a nálunk is használt, a másik a francia közölés (French spacing, azaz amikor a mondatvégi írásjel és néha a vessző után is dupla szóközt hagynak). Egyes újlatin nyelvek a felkiáltójel és kérdőjel előtt is hagynak egy keskeny szóközt.
A mondatvégi két vagy másfél szóköz használata melletti fő érv a rövidítések és sorszámnevek megkülönböztethetősége a mondatzáró szavaktól.

## Szóközök használata a számítógépes nyelvekben
A programozási nyelvek szintaxisában a szóközök gyakran kifejezések határozott elválasztására vannak fönntartva. Mindemellett a szóközöket és más white space-eket a legtöbb nyelv  figyelmen kívül hagyja. A Haskell, ABC és Python kivételt képeznek, ugyanis a kódblokkokat szóközökkel vagy tabulátorokkal jelölik. A Whitespace programozási nyelv természetéből adódóan kivétel, ugyanis csak szóközöket és tabulátorokat értelmez.
Szövegszerkesztők, dokumentumszerkesztők és kiadványszerkesztők különböző módokon jelzik ki a szóközöket és más white space-eket. Egyes esetekben üres hellyel, máskor középső ponttal (interpunct, ·) vagy más speciális karakterrel. Sok különböző karakter képez vízszintes helykihagyást, és margók illetve más beállítások is befolyásolhatják méretüket.

## Szóközkarakterek és a digitális tipográfia

### A változó szélességű általános célú szóköz
A számítógépes karakterkódolásokban egy általános célú spácium (U+0020, ASCII 3210) karakter szerepel, melynek szélessége a betűtípustól függ. Jellegzetes értékei 1/5 és 1/3 em között vannak – 10 pontos betűméretnél ez 2–3,3 pontot jelent. Egyes betűcsaládokban a különböző betűváltozatokhoz tartozó szóközök szélessége különböző lehet, valamint a szedőmester is változtathat rajta a betűfokozat és kiemeltség függvényében.
Ezen általános célú spácium mellett kódolhatóak bizonyos szélességű spáciumok is. Lásd lejjebb a táblázatot.

### Törhető és nem törhető szóközök
Az általános Unicode spácium sorvégi vagy más közölőjeleket követő megjelenésekor gyakran jelentéktelennek van ítélve, összeolvad a környező közölőjelekkel. A nem törhető szóköz (U+00A0, &nbsp;) az általános spáciumhoz hasonlóan jelenik meg, de nem olvadhat össze környező karakterekkel, és extrém tömbös szedésnél sem kerül széthúzásra. Sortörés sem lehetséges ezen a ponton.
Gyakran használják a weboldalakon behúzásra, de erre ma már léteznek kifinomultabb CSS-es megoldások.
Nem törhető szóközzel lehet megakadályozni a szorosabban összetartozó elemek sor végi szétválasztását, pl.
- névelőzékek és név között (dr., ifj., id., özv.),
- címzésben az emelet, kerület, utca, tér stb. teljes vagy rövid alakja előtt,
- mérőszámok és mértékegységek között (pl. 2 kg),
- számokon belül, beleértve a számmal és betűvel írt rész határát (pl. 36 ezer);
- kerülni szokták még, hogy a sor végére egybetűs szó kerüljön, különösen mondatkezdő nagy A.

(Az OH. 290. o. alapján)

### Keskeny szóköz a magyar tipográfiában
A magyar helyesírásban a keskeny szóköznek azokban a nagykötőjellel jelölt, alkalmi jellegű összetételekben van szerepe, melynek tagjai önmagukban is szóközt tartalmaznak. Ilyen esetekben a nagykötőjelet keskeny szóközzel (U+2009) érdemes elválasztani az előtte és utána álló tagoktól (f. év 5. hó – f. év 10. hó).
A mértékegységet az angolszász hagyományoktól eltérően a mérőszámtól szóközzel választjuk el. Bizonyos szakmai gyakorlat szerint azonban nem törhető keskeny szóközt (U+202F) alkalmaznak. Ez egy az általánosnál sokkal keskenyebb szóköz. HTML-ben az   kód használható megjelenítésére, de nagyon kevés böngésző támogatja (a legtöbb üres téglalapot vagy kérdőjelet rajzol ki helyette).
Ennél szélesebb körben használják százalékjel előtt és ezrescsoportok elválasztására.
Jelentősége igazából csak nyomtatásban van, ugyanis a képernyők kis felbontása mellett nehezen érzékelhető egy keskeny szóköz.

### Törhető hajszálszóköz a kvirtmínusz körül
A félkvirtmínuszt általában mindkét oldalról általános szóköz határolja, de az angolszász tipográfiában használt kvirtmínuszt közvetlenül a betűk között használják. Ehelyett lehet törhető hajszálszóközt (U+200A) is alkalmazni.
| Általános szóköz                | bal jobb   | bal jobb   |
| Általános szóköz kvirtmínusszal | bal — jobb | bal — jobb |
| Hajszálszóköz kvirtmínusszal    | bal — jobb | bal — jobb |
| Kvirtmínusz szóköz nélkül       | bal—jobb   | bal—jobb   |

### A Unicode-spáciumok jegyzéke
A Unicode több spácium-, illetve szóköztípust is ismer, különböző szemantikai és megjelenési jellemzőkkel – mint ahogy az az alábbi táblázatban is látható. A böngésző és a telepített betűtípusok függvényében egyes jelek hibásan jelenhetnek meg.
| Kód    | Nem törhető | HTML kód | Név                                                                      | Unicode-tartomány           | Megjelenés | Leírás |
| ------ | ----------- | -------- | ------------------------------------------------------------------------ | --------------------------- | ---------- | --- |
| U+0020 |             |          | Space Szóköz                                                             | Basic Latin                 | ] [        | Általános szóköz, az ASCII 0x20-val megegyezik |
| U+00A0 | ✓           | &nbsp;   | No-Break Space Nem törhető szóköz                                        | Latin-1 Supplement          | ] [        | Hasonló a U+0020-hoz, de nem sortörési pont |
| U+1680 |             |          | Ogham Space Mark Ogham-szóközjel                                         | Ogham                       | ] [        | Szóköz az Ogham-szövegekben. Általában függőleges vonal függőleges szövegben, vízszintes vízszintesben, de szár nélküli írásnál üres hely is lehet. Ogham betűtípust igényel. |
| U+180E |             | ᠎         | Mongolian Vowel Separator, vagy MVS Mongol magánhangzó-elválasztó        | Mongolian                   | ]᠎[         | Egy keskeny szóközjel, a mongol nyelvben használatos a szót záró két betű elválasztására. |
| U+2002 |             |          | En Space, vagy Nut En szóköz                                             | General Punctuation         | ] [        | Egy en (fél em) szélességű szóköz. Általánosságban megegyezik a ritkábban használt U+2000-val. |
| U+2003 |             |          | Em Space, vagy Mutton Em szóköz                                          | General Punctuation         | ] [        | Egy em szélességű szóköz. Általánosságban megegyezik a ritkábban használt U+2001-gyel. |
| U+2004 |             |          | Three-Per-Em Space, vagy Thick Space Harmad em szóköz vagy vastag szóköz | General Punctuation         | ] [        | Egyharmad em széles szóköz. |
| U+2005 |             |          | Four-Per-Em Space, vagy Mid Space Negyed em szóköz vagy közepes szóköz   | General Punctuation         | ] [        | Egynegyed em széles szóköz |
| U+2006 |             |          | Six-Per-Em Space Hatod em szóköz                                         | General Punctuation         | ] [        | Egyhatod em széles szóköz. Számítógépes tipográfiában gyakran megegyezik U+2009-cel. |
| U+2007 | ✓           |          | Figure Space Számjegyszóköz                                              | General Punctuation         | ] [        | Az azonos szélességű számjegyeket használó betűtípusokban egy ezzel megegyező szélességű szóköz |
| U+2008 |             |          | Punctuation Space Írásjelszóköz                                          | General Punctuation         | ] [        | Olyan széles, mint a keskeny írásjelek az adott betűtípusban |
| U+2009 |             |          | Thin Space Vékony szóköz                                                 | General Punctuation         | ] [        | Ötöd (esetleg hatod) em széles szóköz |
| U+200A |             |          | Hair Space Hajszálszóköz                                                 | General Punctuation         | ] [        | Vékonyabb a vékony szóköznél is |
| U+200B |             |          | Zero Width Space, vagy ZWSP Nullszélességű szóköz                        | General Punctuation         | ][         | A szóhatárok jelzésére használják a szövegszerkesztő részére olyan írásrendszerek használatánál, melyek nem használnak szóközt. Általánosan nem látható, de tömbös szedésnél előfordulhat, hogy széthúzásra kerül. HTML-oldalakon használható a lehetséges sortörések jelölésére nagyon hosszú szavakban az elavult tag helyett. Gyakorlati használata nem mindig szerencsés, mivel többek közt az Internet Explorer sem támogatja. |
| U+200C |             |          | Zero Width Non Joiner, vagy ZWNJ Nullszélességű nem kötő                 | General Punctuation         | ][         | Két, egyébként kötött karakter közé helyezve a karakterek eredeti formájukban jelennek meg, pl. az f+i betűk szokásos ligatúrájának elkerülésére. |
| U+200D |             |          | Zero Width Joiner, vagy ZWJ Nullszélességű kötő                          | General Punctuation         | ][         | Két, egyébként nem kötött karaktert kötött formában jelenít meg. |
| U+202F | ✓           |          | Narrow No-Break Space Keskeny nem törhető szóköz                         | General Punctuation         | ] [        | Hasonló az U+00A0 nem törhető szóközhöz, csak keskenyebb |
| U+205F |             |          | Medium Mathematical Space Közepes matematikai szóköz                     | General Punctuation         | ] [        | Matematikai egyenletekben használatos |
| U+2060 | ✓           | ⁠         | Word Joiner Szókötő                                                      | General Punctuation         | ]⁠[         | Megegyezik az U+200B-vel, csak nem ad törési pontot. A Unicode 3.2-ben váltotta fel az elavultan ilyen célt betöltő U+FEFF karaktert. |
| U+3000 |             |          | Ideographic Space                                                        | CJK Symbols and Punctuation | ] [        | Olyan széles, mint egy CJK-karakteregység |
| U+FEFF | ✓           |          | Zero Width No-Break Space = BOM Nullszélességű nem törhető szóköz        | Arabic Presentation Forms-B | ][         | Elsősorban bytesorrend-jelölőként használt karakter. Nemtörhetőség jelölésére való használata elavult. Lásd U+2060. |

A Unicode néhány látható jelet is tartalmaz, melyeket a szóköz jelölésére lehet használni; ezek a „Control Pictures” tartományban szerepelnek: Symbol For Space, vagyis szóközjel: ␠ (U+2420); Blank Symbol, vagyis „üres” jel: ␢ (U+2422); és az Open Box, vagyis nyitott doboz: ␣ (U+2423).

### Szóköz a jelölőnyelvekben
Az értelm(ez)etlen helyeken szereplő szóközöket az XML és HTML tageken belül is figyelmen kívül hagyják az értelmezők. Például egy attribútumnevet és -értéket elválasztó = jel valamelyik oldalán lévő szóköznek nincsen hatása a dokumentum értelmezésére. A záró tagek tartalmazhatnak szóközt a > előtt, az önlezáró XML tagek pedig a /> előtt.
Az XML attribútumok értékeinél a white space-ek sorozata mindig egy szóközként értelmezett.
Az XML elemek tartalmában lévő white space-ek nincsenek ilyen módon megváltoztatva, de a fogadó alkalmazás dönthet így.
Az XML elemen elhelyezett xml:space="preserve" attribútum meggátolja az ilyen viselkedést.
A legtöbb HTML elemben a white space-ek sorozata egy szóközként jelenik meg, ami egy általános spáciumot használó nyelv esetén úgy is jelenik meg.
Az értelmezők viszont megtartják forrásbeli formájukban a white space-eket bizonyos elemekben, mint a pre és CSS-ből a pre-hez hasonlóan formázott elemek.
Sem az XML-ben, sem a HTML-ben nem tartozik a nem törhető szóköz a white space-ek közé, vagyis a fenti szabályok nem vonatkoznak rá.